# Evidenzbüro
Das Evidenzbüro (ungarisch Nyilvántartó Iroda), zuvor Evidenzbureau, war die Bezeichnung der Zentrale des militärischen Nachrichtendienstes der österreichisch-ungarischen Monarchie. Der Begriff wird in Österreich als Bezeichnung für den Nachrichtendienst bis heute verwendet.

## Name
Eine spezielle Ausdrucksweise kennt das österreichische Deutsch mit der Formulierung etwas in Evidenz halten im Sinne von etwas im Auge behalten. Für die österreichisch-ungarischen Streitkräfte übernahm das Evidenzbüro diese Aufgabe: Es sammelte die aus zahlreichen Quellen stammenden Meldungen, die militärisch relevant waren.
Das Wort Evidenz bezeichnet auch Akten, Aktenablage und Registratur. Im österreichischen Amtsdeutsch wird die Bezeichnung Evidenzbüro deswegen weiterhin verwendet. Zum Beispiel tragen die Dokumentationsstellen der drei österreichischen Höchstgerichte, des Obersten Gerichtshofes, des Verfassungsgerichtshofes und des Verwaltungsgerichtshofes, die Bezeichnung Evidenzbüro.

## Tätigkeit
Das nachrichtendienstliche Evidenzbüro war eine Stabsstelle des k.u.k. Kriegsministeriums. Das Büro hatte seinen Sitz im Gebäude des Kriegsministeriums in Wien. Eine Zusammenfassung seiner Erkenntnisse musste dem Chef des Generalstabes täglich, Kaiser Franz Joseph einmal pro Woche vorgelegt werden. Bis 1913 erfolgte dies handschriftlich. Der Chef des Generalstabes war dafür verantwortlich, die Berichte gegenüber dem Kaiser und dem Kriegsminister zu interpretieren bzw. zu bewerten.
Zur Sammlung und Auswertung der einlangenden Informationen waren in der Zentrale fünfzehn Offiziere des Heeres tätig (Stand von 1907). Meldungen lieferten die Offiziere der überall in der Monarchie eingerichteten Kundschaftsstellen und Hauptkundschaftstellen, aus dem Ausland die k.u.k. Militärattachés.
Im Vergleich zum deutschen und zum russischen Generalstab verfügte man über äußerst bescheidene Mittel. Der Personal- und Geldmangel beruhte vor allem auf der Tatsache, dass das Evidenzbüro einen Großteil seines Budgets aus dem Außenministerium bezog, wo man auf die Nachrichtenbeschaffung im eigenen Kompetenzbereich setzte. Das Außenministerium wiederum wurde als gemeinsames Ministerium von Cis- und Transleithanien finanziert; die magyarischen Politiker billigten gemeinsamen Institutionen grundsätzlich nur die geringstmöglichen Mittel zu.
Andere nachrichtendienstliche Bureaus der k.u.k. Monarchie waren beispielsweise mit dem Öffnen und Lesen der Post der Wiener Botschaften beschäftigt, eine damals übliche Vorgehensweise.

## Geschichte
Mit dem Evidenzbureau wurde 1850 der erste ständige militärische Geheimdienst geschaffen und im Sardinischen Krieg von 1859 und im Preußisch-Österreichischen Krieg von 1866 eingesetzt, allerdings mit geringem Erfolg. Bereits mehr als 100 Jahre vorher war man in Österreich überzeugt gewesen, dass ein solcher Dienst notwendig sei.
Am Ende des 19. Jahrhunderts verschärfte sich die Konkurrenz der großen Mächte Europas, was auch zu einem verstärkten Einsatz der Geheimdienste gegeneinander führte. Der politischen Interessenlage der österreichisch-ungarischen Monarchie entsprechend, richtete sich die Aufmerksamkeit ihrer Spione von Anfang an vor allem nach Süden und Osten, daher nach Italien, auf den Balkan und nach Russland.
Umgekehrt wandte sich die Aufmerksamkeit der Russen mit ihrem Nachrichtendienst der Ochrana naturgemäß ihrem westlichen Nachbarn Österreich-Ungarn zu. Russland gelang es nach 1900, den Generalstabsoffizier und stellvertretenden Leiter des Evidenzbüros Alfred Redl anzuwerben. Seine Enttarnung führte 1913 zu einer schweren politischen und militärischen Krise in der Donaumonarchie.
Während des Ersten Weltkriegs erlangte das Evidenzbüro größere Bedeutung. Zu den bisherigen Aufgaben kam nun auch die Aufklärung gegnerischer Funksprüche. Im letzten Kriegsjahr, 1917/18, sollen das Evidenzbüro unter Maximilian Ronge und der für das Inland zuständige Geheimdienst, die Staatspolizei (StaPo), insgesamt 300 Offiziere, 50 Beamte, 400 Polizeiagenten, 600 Soldaten und 600 Spitzel beschäftigt haben.

## Auflösung
Am 12. November 1918 beschloss der Staatsrat Deutschösterreichs auf Antrag der Staatsregierung Renner I, das k.u.k. Kriegsministerium, von da an liquidierendes Kriegsministerium, und damit auch das Evidenzbüro aufzulösen. Stabsstellenleiter Ronge wurde beauftragt, alle Unterlagen an den neu gegründeten, dem Staatsamt für Inneres (ab 1920: Innenministerium) unterstellten Geheimdienst (Abteilung 1/N) zu übergeben und den Apparat aufzulösen. Am 12. Juli 1919 stellte das liquidierende Evidenzbüro seine Arbeit ein.

## Chefs des Evidenzbüros
- Major Anton Ritter von Kalik, 1850–1864
- Oberst Georg Ritter von Kees, 1864–1866
- Oberst Josef Pelikan von Plauenwald, 1866–1869
- Oberstleutnant Franz Weikhard, 1869–1870
- Oberst Ludwig Edler von Cornaro, 1870–1871
- Oberst Rudolf Ritter von Hoffingen, 1871–1876
- Oberst Adolf Ritter von Leddihn, 1876–1879
- Oberst Karl Freiherr von Ripp, 1879–1882
- Oberst Hugo von Bilimek-Waissolm, 1882–1886
- Oberst Edmund Ritter Mayer von Wallerstein und Marnegg, 1886–1892
- Oberstleutnant Emil Freiherr Woinovich von Belobreska, 1892–1896
- Oberstleutnant Dezső Kolossváry von Kolozsvár, 1896–1898
- Oberst Arthur Freiherr Giesl von Gieslingen, 1898–1903
- Oberst Eugen Hordliczka, 1903–1909
- Oberst August Urbański von Ostrymiecz, 1909–1914
- Oberst Oskar von Hranilovic-Cvetassin, 1914–1917
- Oberst Maximilian Ronge, 1917–1919

Stellvertretender Chef 1908–1912:
- Oberst Alfred Redl, 1913 als Doppelspion enttarnt